# Ods församling
Od var en församling i Skara stift inom samma gränser som Ods socken. Den hade funnits sedan medeltiden och upphörde 2010. 

## Historik
Församlingen hade medeltida ursprung. Samlingslokal var Ods kyrka som ligger i byn Od efter vilken församlingen hade sitt namn. Kyrkans äldsta delar härrör från 1100-talet. 
Församlingen var till 1989 moderförsamling i pastoratet Od, Molla, Alboga och Öra. Från 1989 till 2010 var den annexförsamling i pastoratet Skölvene, Hov, Källunga, Eriksberg, Mjäldrunga, Broddarp, Od, Molla, Alboga och Öra.
Ods församling uppgick 2010 i Östra Gäsene församling, vilken i sin tur 2021 uppgick i Herrljungabygdens församling.

## Kyrkoherdar
| Ämbetstid | Namn                 | Levnadstid | Övrigt                                     |
| --------- | -------------------- | ---------- | ------------------------------------------ |
| 1394      | Bened. Laurentii     |            |                                            |
| 1417      | Alexander Beronis    |            |                                            |
| 1481      | Ericus Thoreri       |            |                                            |
| 1544      | Sveno                |            |                                            |
| 1552–1554 | Olavus Halvardi      |            |                                            |
| 1562      | Thorerus Jonae       |            |                                            |
| 1571–1580 | Sveno Erici          |            |                                            |
| 1580–1614 | Petrus Magni         | död 1614   |                                            |
| 1616–1657 | Haquinus Laurentii   | 1585–1657  | Kontraktsprost.                            |
| 1657–1662 | Stefanus Odhelius    | 1623–1662  |                                            |
| 1664–1681 | Jacobus Odhelius     | 1627–1681  | Kontraktsprost.                            |
| 1682–1700 | Sveno Petri Silvius  | 1645–1700  |                                            |
| 1701–1714 | Olavus Rhyzelius     | 1640–1714  |                                            |
| 1716–1735 | Andreas Darelius     | 1680–1735  |                                            |
| 1737–1738 | Anders Winge         | 1698–1738  |                                            |
| 1739–1747 | Sven Brun            | 1701–1747  |                                            |
| 1749–1774 | Christian Östman     |            | Senare kyrkoherde i Hällestads församling. |
| 1774–1779 | Gustaf Almberg       | 1714–1779  |                                            |
| 1782–1806 | Anders Brun          | 1740–1806  |                                            |
| 1808–1824 | Nils Fröding         | 1752–1824  |                                            |
| 1825–1826 | Nils Fröding         | 1782–1826  |                                            |
| 1829      | Lars Siberg          | 1773–1829  |                                            |
| 1832–1842 | Bengt Torin          |            | Senare kyrkoherde i Rångedala församling.  |
| 1842–1849 | Anders Eliasson      | 1785–1849  |                                            |
| 1852–1865 | Johan Siberg         | 1798–1865  | Kontraktsprost.                            |
| 1868–     | Jakob Mauritz Florén | 1822–      |                                            |